# Церква святого Йосафата (Коломия)
Церква святого Йосафата, давніше костел Внебовзяття Пресвятої Діви Марії — культова споруда у місті Коломия, діючий храм УГКЦ.

## Відомості

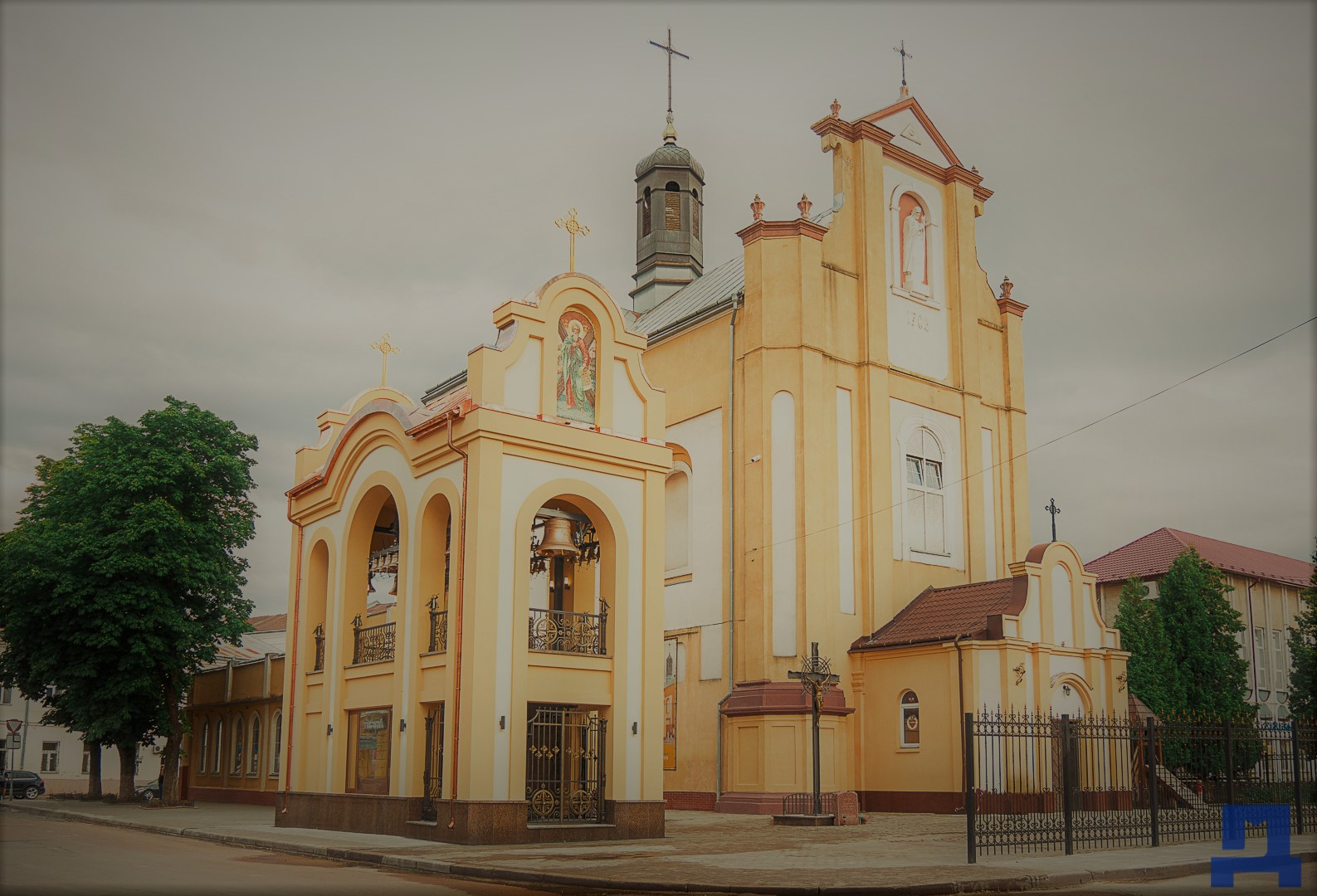
Костел Святого Йосафата в Коломиї з дзвіницею

У XIV ст. галицькі землі захопила Польща і вже з того часу чужинці більше як на 300 років не покидали коломийських вулиць. Професор історії мистецтва, член ICOMOS, Ришард Бриковський, родина якого перед 2-ю світовою війною проживала в Коломиї, вказує, що вже 1353 р. храм Пречистої Діви Марії існував як дерев'яний костел. Покуття, а рівно Коломия стояла на пограниччі Польщі, Угорщини та Волощини і постійно було ареною не тільки міждержавних конфліктів, але й грабіжницьких нападів. Дерев'яний костел був пошкоджений, і в 1453 р. побудовано новий.
Напади чужинців продовжились на початку XVI ст. та особливо почастішали в 1-й пол. XVII ст., що привело до великої руїни міста. Після перенесення центру на нове місце в 1616‒1627 рр. споруджено новий дерев'яний костел.
Існуючий кам'яний римо-католицький костел побудовано як третій або четвертий на тому самому місці в 1762‒1772 рр. по проекту відомого німецького архітектора Бернарда Меретина — автора проєкту собору святого Юра, костелу в Годовиці (цей храм, на думку дослідника Збігнева Горнунґа, був взірцем для коломийського та інших - у Бучачі, Буську, Берездівцях і Лопатині). Фундатор і спонсор ‒ о. Щепан Мікульскі, львівський архідиякон і канонік, коломийський пробощ. Храм освячено в 1775 р.
Костел залишив помітний слід у церковному житті міста кінця XVII, початку ХХ століття, об'єднуючи віруючих поляків, а подекуди — німців та українців. Це був великий кам'яний собор, стіни якого чітко розділялися на яруси і були прикрашені пишним архітектурним декором. Під час пожежі храм частково згорів, майже повністю був знищений його зовнішній вигляд. Відбудовчі роботи розпочались в 1830 р. і тривали аж до 1895 року. Зокрема в 1851 р. було посвячено новий вівтар. Під час ґрунтовної реставрації значно змінився зовнішній вигляд костелу, було спрощено декоративну пластику фасадів, зменшено кількість кам'яних деталей. За переказами, до цього костелу ходили, в основному, прості люди, сподіваючись на заступництво Божої Матері, тому його часто називали «простонародним». Тут знаходився чудотворний образ Пресвятої Діви Марії, або «Коломийської Божої Матері», який в 1788 р. після закриття австрійською владою Домініканського костелу було урочисто перенесено до парафіяльного костелу і розміщено в головному вівтарі. 2 квітня 1946 р. він був вивезений до Польщі і зберігається в головному вівтарі костела містечка Скомельна Чарна. Завдяки старанням проф. Ришарда Бриковського для Коломиї була виготовлена точна копія згаданої ікони («образу») і в даний час зберігається в римо-католицькому костелі Святого Ігнатія Лойоли по вул. Івана Франка.
В повоєнні роки приміщення костелу використовувалось як спортивний зал. Після 1964 р. костел було капітально перебудовано на торговий центр «Дитячий світ» (добудовано торгове приміщення з північного сторони, розібрано перекриття, покрівлю і сигнатурку (маленьку вежу з дзвоном). Внутрішній простір було поділено на дві зони і фактично влаштовано два поверхи. В 1967 р. під час демонтування залізничної колії, що проходила центром міста, при зніманні шару ґрунту навпроти існуючого храму було виявлено непогано збережені дерев'яні тисові колоди, які імовірно належали до будівлі первісної церкви.
З відновленням Української державності, 1 грудня 1991 року храм був переосвячений і відновив свою діяльність як греко-католицька церква священомученика Йосафата Кунцевича. В 1997 р. реконструйовано (за винятком сигнатурки, яку замінено на куполоподібну баню).

## Опис
Будівля барокового типу, мурована.
Кам'яна огорожа, що оточувала прикостельний цвинтар, а також п'ятиарочна дзвіниця перед головним фасадом, після 1946 р. були знесені. Плебанію, побудовану в І пол. ХІХ ст., ґрунтовно реконструйовано. В даний час коломийською архітектурно-планувальною майстернею (керівник ‒ Хвалибога В. Р., член НСАУ, головний архітектор ‒ Русак В. В., член НСАУ) розроблено проект відновлення вищезгаданої дзвіниці з максимальним наближенням до її первинного вигляду.